# هارولد بود
هارولد بود (بالإنجليزية: Harold Budd)‏ هو ملحن ومنتج أسطوانات وعازف بيانو وشاعر أمريكي، ولد في 24 مايو 1936 في فيكتورفيل في الولايات المتحدة.

## وصلات خارجية
- الموقع الرسمي
- هارولد بود على موقع IMDb (الإنجليزية)
- هارولد بود على موقع ميوزك برينز (الإنجليزية)
- هارولد بود على موقع إن إن دي بي (الإنجليزية)
- هارولد بود على موقع أول ميوزيك (الإنجليزية)
- هارولد بود على موقع ديسكوغز (الإنجليزية)
- هارولد بود على موقع قاعدة بيانات الفيلم (الإنجليزية)